# Carl Erik Törner
Fredrik Carl Erik Törner, född 18 juli 1862 i Jakob och Johannes församling, Stockholms stad, död 19 oktober 1911 i Motala församling, Östergötlands län, var en svensk tecknare och målare.

## Biografi
Han var son till kamreren vid Kungliga teatrarna Gustaf Fredric Törner och premiärdansösen vid Kungliga teatern Maria Charlotta Norberg samt sonson till Johan Peter Törner. Han studerade vid Konstakademien 1880–1882 och vidareutbildade sig i Tyskland innan han fortsatte till Paris där han vistades en tid.
Efter hemkomsten till Sverige blev han medlem i Konstnärsförbundet 1886 och medverkade i förbundets utställningar i Stockholm och Göteborg. Han var representerad i Göteborgs konstförening och Sällskapet Gnistans utställning på Valand 1891.
Omkring sekelskiftet tillhörde han en målarkoloni som samlades i Åkerö vid Leksand. Törner var en skicklig porträttör i både olja och teckning och i en av hans mest kända bilder har han avbildat Gustaf Fröding i en avkopplad pose med högra handen i kavajfickan och vänstra armen över stolsryggen.
De sista åren av sitt liv förde han en bohemisk tillvaro i Motala.

## Konstnärskap
Förutom porträtt består hans konst av landskapsskildringar utförda i olja eller i form av teckningar. Han har smyckat många väggar med romantiska målningar på Charlottenborgs slott vid Motala ström, exempelvis i den gamla barnkammaren, där Sagan om Ljungby horn och pipa återfinns på väggarna. Slottsmuseet visar även några av hans tavlor med Motalamotiv. Han målade även motiv på väggarna i Motalas gamla varmbadhus, som revs på 1970-talet.
Han utgav böckerna Major Göran Flincks och kusin Pirres jagtäfentyr i Norrland 1891 och Major Görans björnjagt 1892 där illustrationerna består av humoristiska teckningar och texterna skrevs av Otto Borgström, han medverkade även som illustratör i Ord och bild. En minnesutställning med hans konst visades i Motala 1958.
Törner är representerad i bland annat Nationalmuseum i Stockholm.

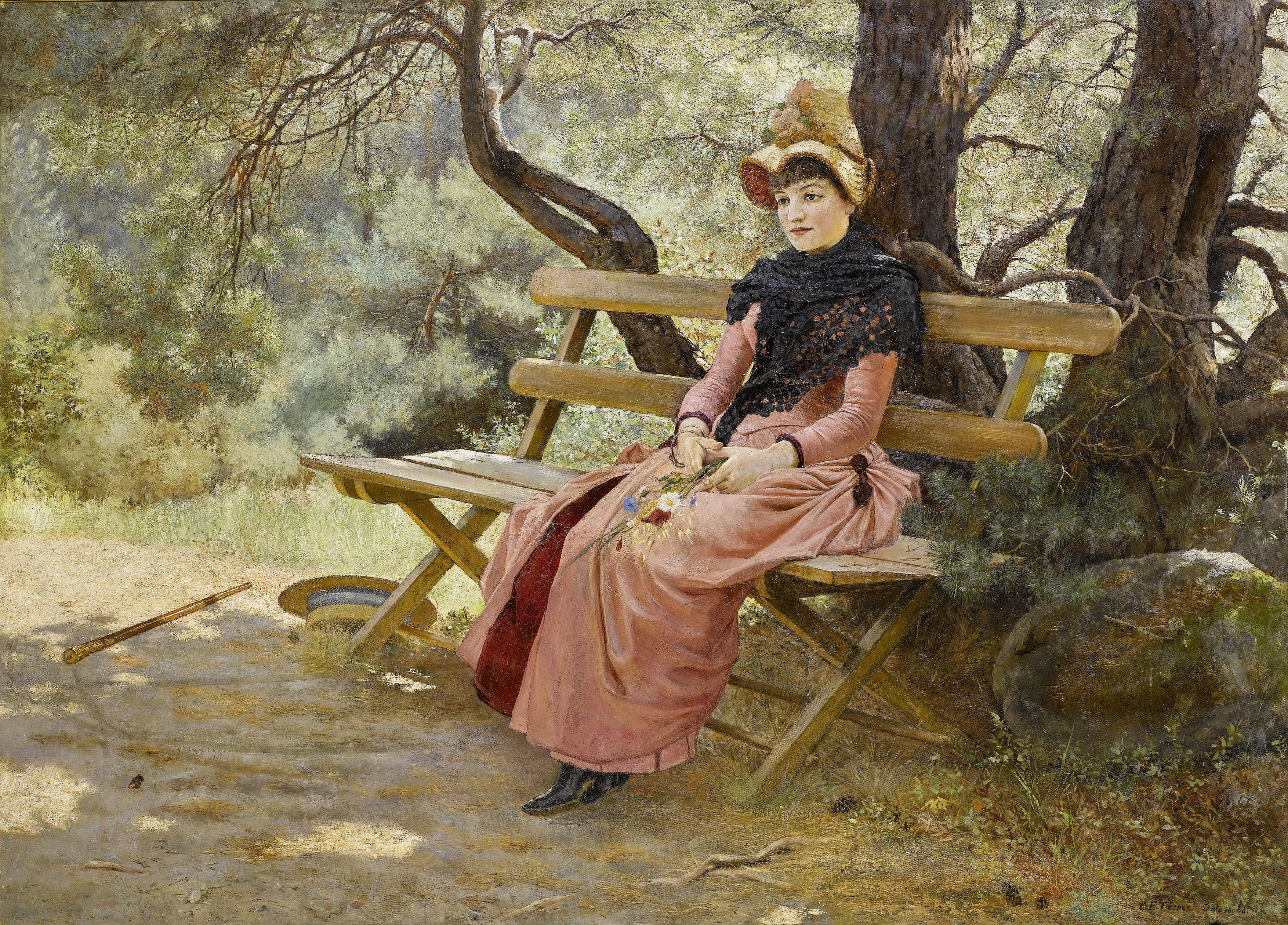
Förlorade i tanken, 1886.